# 2MASS J13592403+4728431
2MASS J13592403+4728431 ist ein Brauner Zwerg im Sternbild Jagdhunde. Er wurde 2004 von Gillian R. Knapp et al. entdeckt und gehört der Spektralklasse L8,5 an.